# Jordi II de Hessen-Darmstadt
Jordi II de Hessen Darmstadt (en alemany Georg II von Hessen-Darmstadt) va néixer a Darmstadt (Alemanya) el 17 de març de 1605 i va morir a la mateixa ciutat l'11 de juny de 1661. Era fill del landgravi Lluís V de Hessen-Darmstadt (1577-1626) i de Magdalena de Brandenburg (1582-1616).
Durant la Guerra dels Trenta Anys, va procurar mantenir-se en una posició neutral. No obstant això, els exèrcits imperials van causar estralls a Hessen-Darmstadt. A diferència de la majoria dels prínceps alemanys protestants, ell no havia establert cap aliança amb Suècia. En reconeixement d'això en el Tractat de 1631 se li va atorgar la fortalesa de Rüsselsheim.
Ja el 1625 es va iniciar una pugna amb Hessen-Kassel per l'herència de l'extinta línia de Hessen-Marburg. En la Pau de Westfàlia Jordi II va perdre aquests domini que l'emperador va concedir a Amàlia Elisabet de Hessen-Kassel, i a canvi va rebre una indemnització de 60.000 corones.
Hessen-Darmstadt havia patit molt durant la Guerra dels Trenta Anys. Jordi II es va dedicar a comprar cereals i ramaderia per tal de reactivar l'economia del país. El 1659 es va unir a la Confederació del Rin, una aliança dirigida contra els Habsburg.

## Matrimoni i fills
L'1 de juliol de 1627 es va casar al palau de Torgau amb Sofia Elionor de Saxònia (1609-1671), filla de l'elector Joan Jordi I de Saxònia (1585-1656) i de Magdalena Sibil·la de Prússia (1587-1659). El matrimoni va tenir quinze fills: 
- Lluís (1630-1678), casat primer amb la princesa Maria Elisabet de Schleswig-Holstein-Gottorp (1634-1665), i després amb Elisabet Dorotea de Saxònia-Gotha-Altenburg (1640-1709).
- Magdalena Sibil·la (1631-1651)
- Jordi (1632-1676), casat primer amb Dorotea Augusta de Schleswig-Holstein-Sonderburg (1636-1662), i després amb Juliana Alexandrina de Leiningen-Dagsburg-Heidesheim (1651-1703).
- Sofia Elionor (1634-1663), casada amb Guillem Cristòfol de Hessen-Homburg (1625-1681).
- Elisabet Amàlia (1635-1709), casada amb Felip Guillem de Neuburg (1615-1690).
- Lluïsa Cristina (1636-1697), casada amb Cristòfol Lluís I de Stolberg (1634-1704).
- Anna Maria, nascuda i morta el 1637.
- Anna Sofia (1638-1683).
- Amàlia Juliana, nascuda i morta el 1639.
- Enriqueta Dorotea (1641-1672), casada amb Joan II de Waldeck-Pyrmont (1623-1668).
- Joan, nascut i mort el 1643.
- Augusta Filipina (1643-1672)
- Agnàs, nascuda i morta el 1645.
- Maria Hedwig (1647-1680), casada amb Bernat I de Saxònia-Meiningen (1649-1706).